# How to Save a Life
How to Save a Life – debiutancki album rockowej grupy The Fray. Został wydany 13 września 2005 roku przez wytwórnię Epic Records w Ameryce Północnej i Oceanii. Płyta uplasowała się w pierwszej piętnastce notowania Billboard 200, rozchodząc się w ponad 2 milionach egzemplarzy. Trzy piosenki z albumu zostały oficjalnie wydane jako single, z których dwa zdołały wspiąć się do Top 10 listy Billboard Hot 100. Utwór "Over My Head (Cable Car)" zajął pozycję 8., a w kilku innych krajach długo utrzymywał się w Top 25, podczas gdy piosenka "How to Save a Life" uplasowała się w czołowej trójce nie tylko w Stanach Zjednoczonych, ale na również wysokich pozycjach w pozostałych państwach. Trzecim singlem był utwór "Look After You", który osiągnął jednak mniejszy komercyjny sukces. Za singel można uznać także piosenkę "All at Once", mimo iż nie została oficjalnie wydana ani na CD, ani cyfrowo, nakręcony został do niej teledysk, a sam utwór uplasował się na miejscu 20. listy Hot Adult Top 40 Tracks. Również jako singel, jednak wyłącznie w Australii, ukazała się piosenka "She Is". Album nagrywany był przez ponad sześć tygodni w Echo Park Studios w Bloomington w Stanach Zjednoczonych, a jego producentami byli Aaron Johnson i Mike Flynn.
W styczniu 2007 How to Save a Life był najczęściej kupowanym cyfrowo albumem w historii.

## Tworzenie albumu
Po niezależnym wydaniu dwóch EP, The Fray szukał wytwórni płytowej, która gotowa byłaby wydać studyjny album zespołu. Z Reason EP pochodził pierwszy singel zespołu, "Cable Car", który miał swoją premierę w stacji radiowej KTCL. Piosenka okazała się jedną z najczęściej granych przez to właśnie radio w 2004 roku, a na dodatek pod koniec 2003 roku The Fray został wybrany najlepszym debiutującym zespołem przez magazyn muzyczny Westword. Wyróżnienie to spowodowało, że grupą zainteresowała się wytwórnia Epic Records. 17 grudnia 2004 roku zespół podpisał z nią umowę, a niecały rok później Epic wydała pierwszy album The Fray, How To Save a Life, który odniósł niespodziewanie duży sukces. Pod koniec 2005 roku piosenka "Cable Car" pod tytułem zmienionym na "Over My Head (Cable Car)" stała się najczęściej granym utworem roku stacji KTCL.

## Lista utworów
1. "She Is" (Isaac Slade, Joe King) – 3:56
2. "Over My Head (Cable Car)" (Slade, King) – 3:58
3. "How to Save a Life" (Slade, King) – 4:21
4. "All at Once" (Slade, King, Aaron Johnson) – 3:47
5. "Fall Away" (Slade, King, Dan Battenhouse) – 4:23
6. "Heaven Forbid" (Slade, King) – 3:59
7. "Look After You" (Slade, King) – 4:26
8. "Hundred" (Slade, Monica Conway) – 4:13
9. "Vienna" (Slade, King, Battenhouse) – 3:51
10. "Dead Wrong" (Slade, King, Mike Flynn) – 3:05
11. "Little House" (Slade, King) – 2:30
12. "Trust Me" (Slade, King) – 3:22
13. "Unsaid" (bonusowa piosenka w brytyjskim iTunes) - 3:04

### Bonusowe CD
1. "Over My Head (Cable Car)" (na żywo w Gothic Theatre 20 maja 2005 roku)
2. "How to Save a Life" (na żywo dla MTV.com & VH1.com 14 lipca 2005 roku)
3. "Look After You" (na żywo w Red Rocks 12 sierpnia 2005 roku)
4. "Heaven Forbid" (na żywo w Red Rocks 12 sierpnia 2005 roku)

### Bonusowe DVD
1. How to Save a Life (opowieść)
2. On The Road '06 (dokument)
3. "Over My Head (Cable Car)" (wideoklip)
4. "Over My Head (Cable Car)" (tworzenie wideoklipu)
  - Całkowity czas: około 45 minut.

## Single
- "Over My Head (Cable Car)"
- "How to Save a Life"
- "Look After You"
- "All at Once"
- "She Is" (wyłącznie w Australii)

## Oceny krytyków
Album spotkał się z raczej przychylnymi opiniami krytyków. W większości oceniali oni album jako "średni" lub "powyżej średniej", jednak zdarzały się również zdania negatywne. Piosenki z płyty były często porównywane do utworów brytyjskich grup grających rocka alternatywnego, m.in. Coldplay i Keane. Rolling Stone, Blender oraz AllMusic przyznały albumowi po trzy gwiazdki na pięć możliwych.

## Pozycje na listach i certyfikaty

### Album
| Rok  | Lista (2006-2007)            | Najwyższa pozycja | Certyfikat | Sprzedaż   |
| ---- | ---------------------------- | ----------------- | ---------- | ---------- |
| 2006 | ARIA Australian Albums Chart | 1                 | Platyna    | 70.000+    |
| 2006 | New Zealand Albums Chart     | 2                 | Platyna    | 15.000+    |
| 2007 | UK Album Charts              | 4                 | Platyna    | 300.000+   |
| 2007 | Irish Album Charts           | 4                 | —          | —          |
| 2006 | Canadian Albums Chart        | 9                 | Platyna    | 100.000+   |
| 2006 | Billboard 200                | 14                | 2x Platyna | 2.000.000+ |
| 2007 | Spanish Albums Chart         | 21                | —          | —          |
| 2007 | Belgium Albums Chart         | 47                | —          | —          |
| 2007 | Dutch Albums Chart           | 50                | —          | —          |
| 2007 | Swiss Albums Chart           | 57                | —          | —          |
| 2007 | Italian Albums Chart         | 85                | —          | —          |
| 2007 | French Album Chart           | 86                | —          | —          |

### Single
| Rok  | Singel                     | Lista                         | Najwyższa pozycja | Certyfikat / Sprzedaż w Stanach Zjednoczonych | Certyfikat / Sprzedaż w Stanach Zjednoczonych |
| ---- | -------------------------- | ----------------------------- | ----------------- | --------------------------------------------- | --------------------------------------------- |
| 2006 | "Over My Head (Cable Car)" | Billboard Hot 100             | 8                 | 2x Platyna                                    | 2.000.000+                                    |
| 2006 | "Over My Head (Cable Car)" | Pop 100                       | 8                 | 2x Platyna                                    | 2.000.000+                                    |
| 2006 | "Over My Head (Cable Car)" | Adult Contemporary            | 16                | 2x Platyna                                    | 2.000.000+                                    |
| 2005 | "Over My Head (Cable Car)" | Modern Rock Tracks            | 37                | 2x Platyna                                    | 2.000.000+                                    |
| 2006 | "How to Save a Life"       | Hot Adult Top 40 Tracks       | 1                 | 2x Platyna                                    | 2.000.000+                                    |
| 2006 | "How to Save a Life"       | Hot Adult Contemporary Tracks | 1                 | 2x Platyna                                    | 2.000.000+                                    |
| 2006 | "How to Save a Life"       | Billboard Hot 100             | 3                 | 2x Platyna                                    | 2.000.000+                                    |
| 2006 | "How to Save a Life"       | Pop 100                       | 4                 | 2x Platyna                                    | 2.000.000+                                    |
| 2006 | "How to Save a Life"       | Modern Rock Tracks            | 31                | 2x Platyna                                    | 2.000.000+                                    |
| 2007 | "Look After You"           | Hot Adult Top 40 Tracks       | 12                | —                                             | —                                             |
| 2007 | "Look After You"           | Pop 100                       | 49                | —                                             | —                                             |
| 2007 | "Look After You"           | Billboard Hot 100             | 59                | —                                             | —                                             |
| 2007 | "All at Once"              | Hot Adult Top 40 Tracks       | 20                | —                                             | —                                             |